# Il pozzo
Il pozzo (The Well) è un film del 1997 diretto da Samantha Lang.